# 17445 Avatcha
17445 Avatcha este un asteroid din centura principală de asteroizi.

## Descriere
17445 Avatcha este un asteroid din centura principală de asteroizi. A fost descoperit pe 28 decembrie 1989 la Observatoire de Haute-Provence de Eric Walter Elst. Asteroidul prezintă o orbită caracterizată de o semiaxă mare de 3,16 ua, o excentricitate de 0,26 și o înclinație de 15,2° în raport cu ecliptica.